# Prosphaerosyllis xarifae
Prosphaerosyllis xarifae är en ringmaskart som först beskrevs av Hartmann-Schröder 1960.  Prosphaerosyllis xarifae ingår i släktet Prosphaerosyllis och familjen Syllidae. Inga underarter finns listade i Catalogue of Life.